# Campanario de Albaida
El Campanario de Albaida es una torre campanario  anexo a la Iglesia de la Asunción de Albaida, pequeña localidad situada en la provincia de Valencia, España. El actual campanario fue construido en el siglo XVII pero ya desde el siglo XVIII mantiene el toque manual de campanas, declarado Bien de Interés Cultural Inmaterial en el año 2013. Además, Albaida ostenta el título de capital valenciana del toque manual de campanas desde el año 2021.  Las campanas son tocadas por la Asociación de Campaneros de la localidad, adjunta a la Federación Valenciana de Campaneros.

## Historia

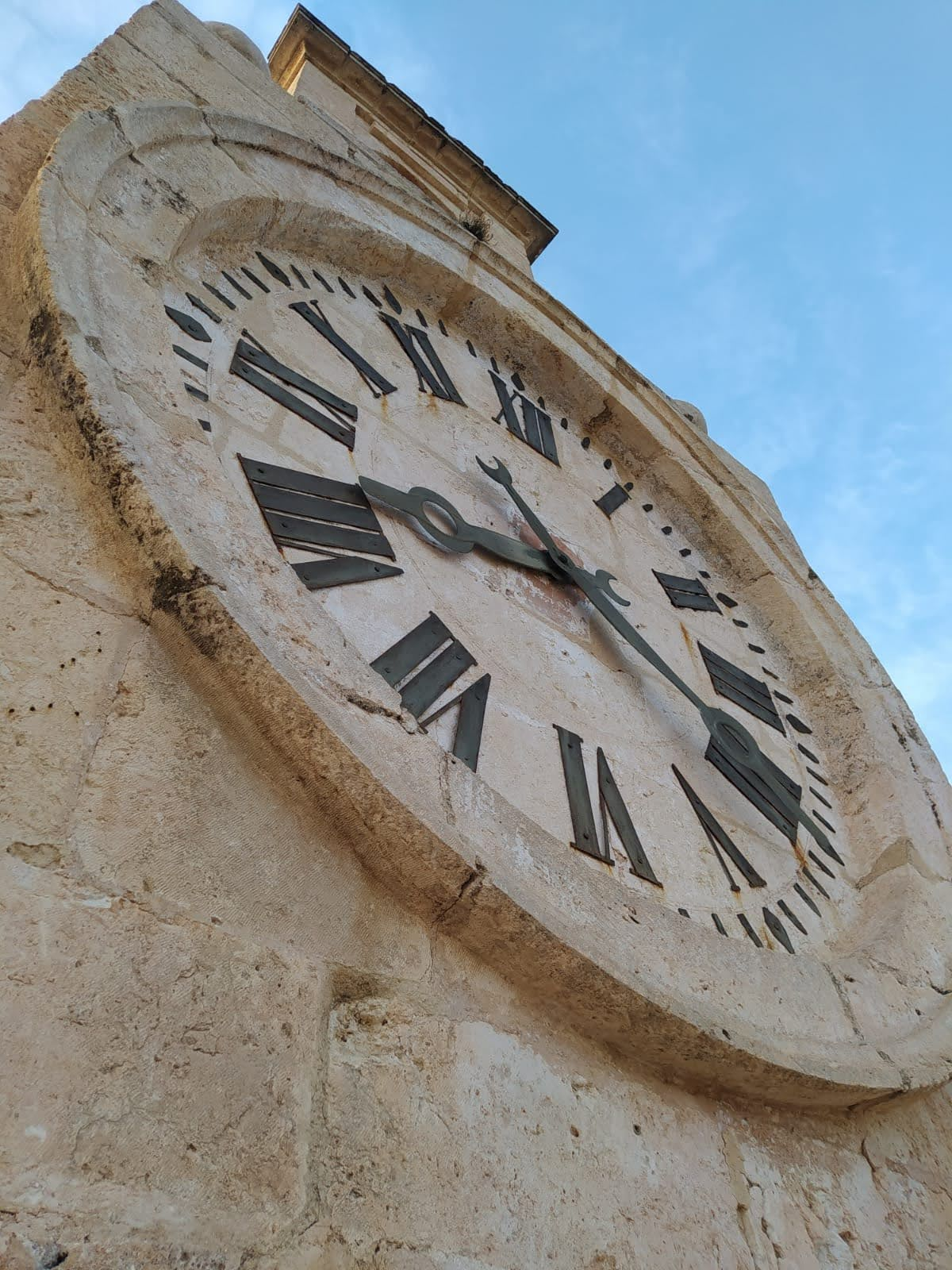
Reloj del campanario de Albaida, añadido en el año 1857

El campanario empezó a construirse en el año 1615, obra que finalizó 5 años después. El material utilizado para su construcción fue la piedra tosca. Se trata de un campanario de planta cuadrada con una altura de 40 metros. Cuenta con 10 campanas, la más antigua data del año 1808 y las más nuevas se colocaron en el año 2003 después de la restauración del campanario. En el año 1857 se le añadió el reloj, que se puede ver desde diferentes puntos de la localidad,.
En el año 2002 se aprobó la restauración de la torre del campanario, gravemente afectada desde hacía más de 7 años pero que no había conseguido que la Generalitat se encargara de su obra. Finalmente, el mismo día en que se derrumbó la parte norte, la Consejería de Obras Públicas adjudicó la restauración que llevaban años demandando desde la asociación Prorestauración, creada en 1995, la colla de campaneros de la ciudad y el propio ayuntamiento de la localidad.
La torre campanario tenía grietas de grandes dimensiones en todas sus paredes y desde el año 1998 tuvieron que dejar de tocar las campanas porque ponía en peligro la integridad física de los campaneros. Durante los años en que no se podía tocar desde arriba de la torre se bajaron las campanas al centro de la plaza mayor del pueblo, enfrente del Palacio de los Milá i Aragó y desde allí se tocaban, en modo de protesta y para que los vecinos no perdieran el sonido característico de las campanas.

## Campanas

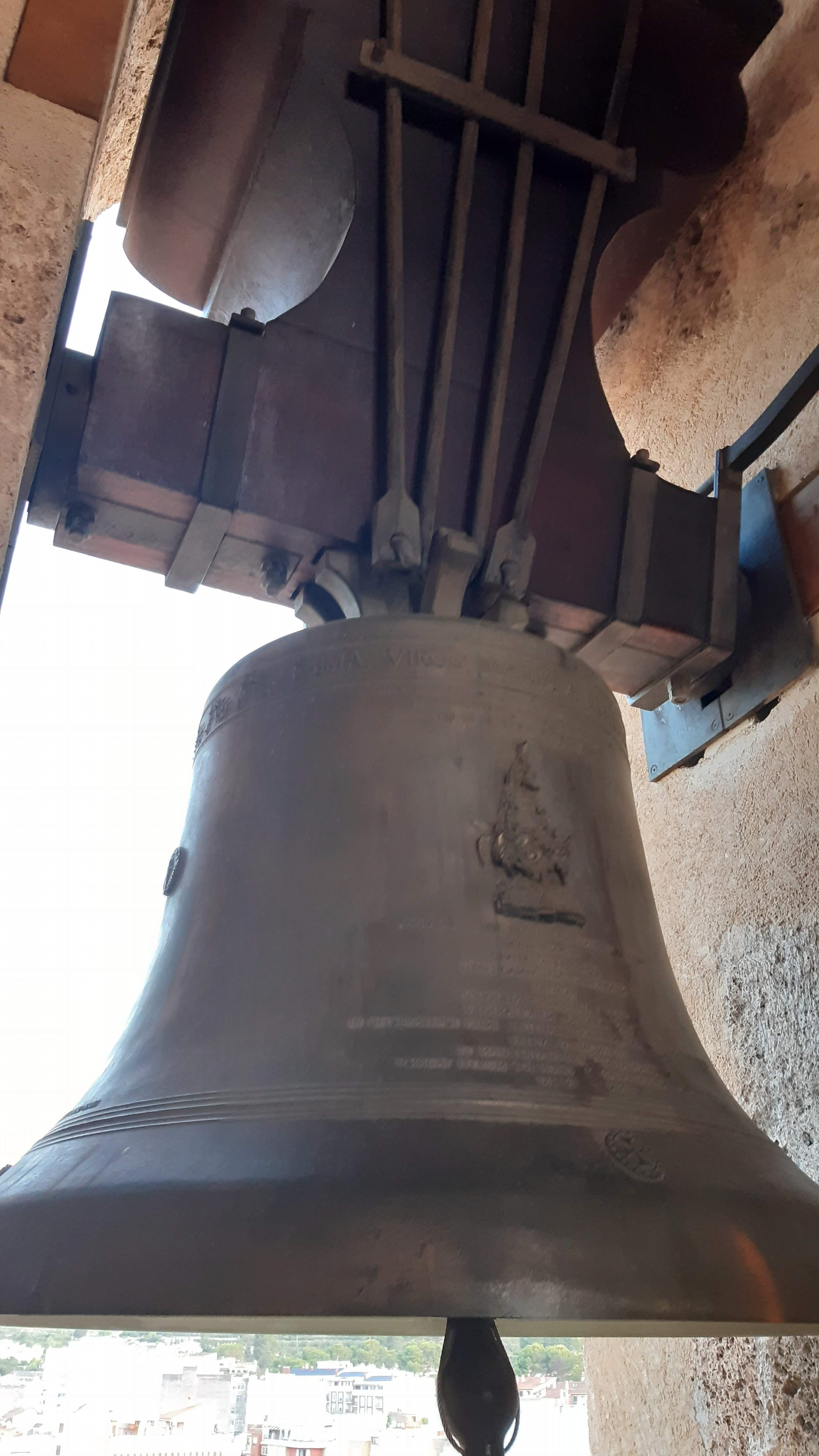
Campana de la Mare de Déu del Remei, popularmente conocida como La Remediet, es la campana principal del campanario de Albaida.

El campanario cuenta con 10 campanas, tocadas manualmente a diario por la sacristana de la parroquia y por los campaneros. 7 de ellas se encuentran en la sala de campanas y otras 3 en la parte del reloj.  Cada campana tiene un nombre identificativo y una nota asignada, las cuatro más importantes son:
- Mare de Déu del Remei (Virgen del Remedio). Nota: Re #
- Assumpció de la Mare de Déu (Asunción de la Virgen). Nota: Fa
- Sant Francesc d’Assis i Sant Antoni de Pàdua (San Francisco de Asís y San Antonio de Padua). Nota: Sol
- Sant Vicent Ferrer i Sant Lluís Beltran (San Vicente Ferrer y San Luis Beltrán). Nota: La

## Toque Manual de Campanas
En la ciudad de Albaida se tocan las campanas manualmente desde el año 1245, sin que en ningún momento hayan sido electrificadas. Es por ello por lo que se ha convertido en un símbolo de la localidad, lo que la ha convertido a ser la capital valenciana del toque manual de campanas y a liderar los procesos para conseguir que este arte sea considerado bien de interés cultural inmaterial, conseguido en el año 2013, y ahora está en proceso para convertir el toque manual de campanas en Patrimonio Inmaterial de la Humanidad. Para ello, la Asociación de Campaneros de Albaida se ha unido a la asociación Hispania Nostra para intentar conseguir que la UNESCO  les otorgue este reconocimiento.
Los diferentes toques y repiques se han pasado de generación en generación de manera oral hasta que en el año 2003 se redactó la actual Consueta, donde están recogidos específicamente los diferentes tipos de toques que se tocan en el campanario durante todo el año litúrgico, siendo un medio de comunicación más de la ciudad dónde se anuncian las fiestas, las celebraciones litúrgicas y los fallecimientos.

## Museo Internacional del Toque Manual de Campanas (MITMAC)

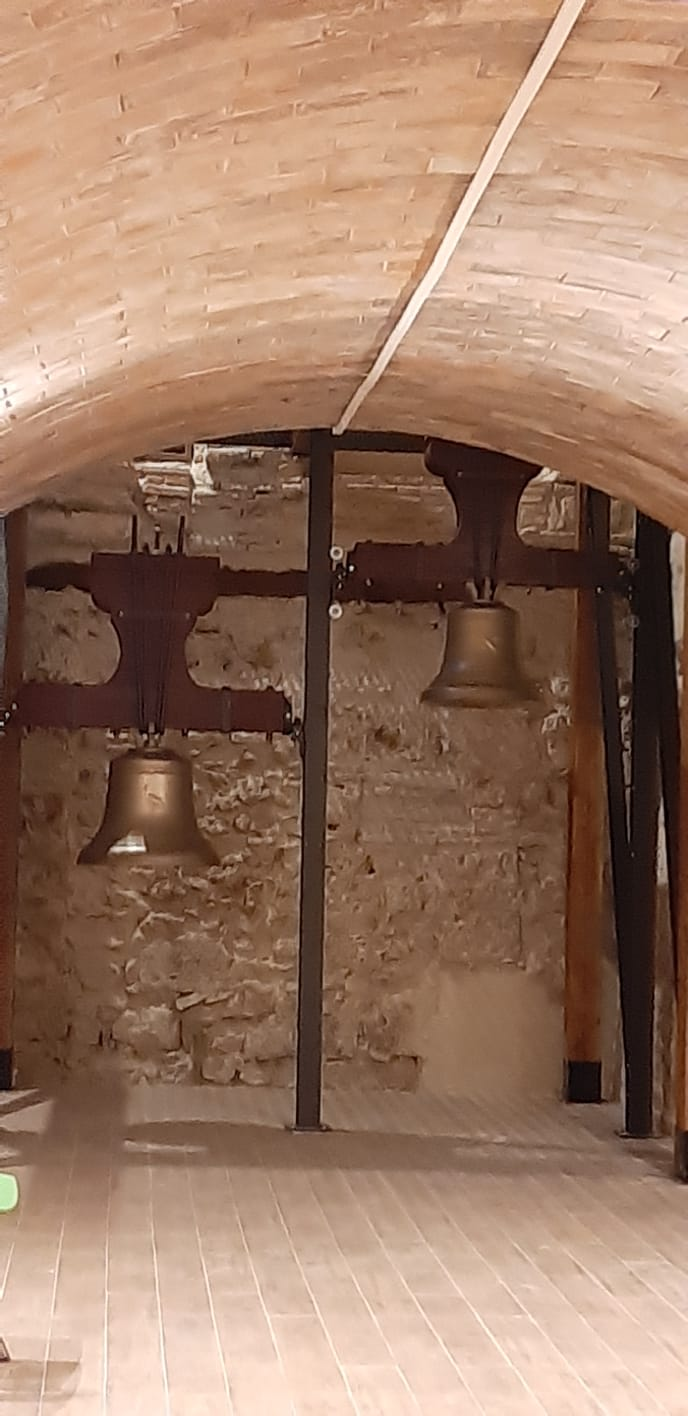
Campanas del interior del Museo Internacional del Toque Manual de Campanas, que se utilizarán en la escuela de campaneros.

En el año 2015 se creó el primer Museo Internacional del Toque Manual de Campanas (MITMAC) situado en dos lugares, por una parte, en la plaza pintor Segrelles y por otra en el Palacio Marquesal de la localidad. Los elementos del Museo serán los siguientes:
- Campanario Vivo (Plaza Pintor Segrelles). Es la torre del Campanario, desde donde se puede ver y escuchar como se tocan las campanas en directo en los horarios correspondientes, establecidos en la consueta.[13][14]
- La Escuela de Campaneros (Palacio Marquesal). Se utiliza para formar a futuros campaneros y se pretende que sea una parte más del conservatorio de la localidad.[15]
- El Espacio de las Emociones (Palacio Marquesal). A través de estimulaciones sensoriales, se hará partícipe a los visitantes del mundo de las campanas.[16]
- El Carrillón de las Campanas (Palacio Marquesal).

Ha sido posible gracias a un acuerdo entre la localidad y la diputación de Valencia. El objetivo por el que se creó este museo es la divulgación e investigación de este arte. Es un modelo de titularidad pública del ayuntamiento de la ciudad con una gestión compartida entre diversas organizaciones públicas y privadas. Incluye también una escuela de campaneros para formar a todos aquellos interesados en el toque manual de campanas, con varias campanas para tocar en el propio museo. Además de un campanario móvil que podrá visitar otras localidades.